# Muscicola picta
Muscicola picta is een hooiwagen uit de familie Triaenonychidae.